# Thomas Sjögren
Thomas Sjögren, född 8 juni 1968 i Göteborg, är en svensk före detta professionell ishockeyspelare. 
Mellan åren 2006 och 2009 var han även varit general manager, scout och tränare i ishockeyklubben Södertälje SK.